# Aghboulag (Tovuz)
Aghboulag est un village de la région de Tovuz en Azerbaïdjan.

## Géographie
Le village d'Aghboulag de la région de Tovuz est situé dans la circonscription administrative du village d'Aghboulag.

## Économie
La principale occupation de la population du village est l'élevage et l'agriculture.

## Population
Selon les statistiques de 2009, la population du village est de 295 personnes.

## Éducation
Il y a une école dans le village.